# عزب، قنا
عزب (به عربی: العزب)، روستایی از توابع دشنا در استان قنا و کشور مصر است.

## جمعیت
براساس سرشماری سال ۲۰۰۶ مصر، جمعیت آن ۱۱۵۴۱ نفر(۵۸۱۴ مرد و  ۵۷۲۷ زن) بوده‌است.